# Temporada 1983 del Campeonato de España de Rally de Tierra
La temporada 1983 fue la 1.º edición del Campeonato de España de Rally de Tierra. Comenzó el 17 de abril en el Rally RACE Asturias y terminó el 11 de diciembre en el Rally RACE-Sigüenza.

## Calendario
| N.º | Fecha           | Prueba                        | Notas |
| --- | --------------- | ----------------------------- | ----- |
| 1   | 17 de abril     | 1.º Rally RACE-Asturias       |       |
| 2   | 29 de mayo      | 1.º Rally RACE-Málaga         |       |
| 3   | 5 de junio      | 5.º Rally RACE-Valle de Taoro |       |
| 4   | 1 de noviembre  | 1.º Rally RACE-Ametlla de Mar |       |
| 5   | 20 de noviembre | 1.º Rally RACE-Zaragoza       |       |
| 6   | 11 de diciembre | 1.º Rally RACE-Sigüenza       |       |

## Equipos
| Equipo                 | Vehículo             | Piloto             | Copiloto               | Rondas           |
| Equipos privados       | Equipos privados     | Equipos privados   | Equipos privados       | Equipos privados |
| ---------------------- | -------------------- | ------------------ | ---------------------- | ---------------- |
|                        | Citroën Visa Trophée | Ricardo Muñoz      | José Luis López Orozco | 1-3              |
| Ramón Mínguez          | Citroën Visa Trophée | Ricardo Muñoz      | 4                      |                  |
| Guillermo Barreras     | Citroën Visa Trophée | Ricardo Muñoz      | 5                      |                  |
|                        | Opel Ascona 2000     | Fernando Capdevila | Margarita Cortecero    | 2-6              |
|                        | SEAT 124-1800        | Josep María Servià | Lluis Corominas        | 1-2, 4-6         |
|                        | Opel Ascona 2000     | Guillermo Barreras | Joaquín Verdegay       | 2                |
| Ana Barreras           | Opel Ascona 2000     | Guillermo Barreras | 5                      |                  |
| José Luis López Orozco | Opel Ascona 2000     | Guillermo Barreras | 6                      |                  |

## Clasificación

### Campeonato de pilotos
| Pos. | Piloto             | 1  | 2 | 3 | 4   | 5  | 6  | Puntos |
| ---- | ------------------ | -- | - | - | --- | -- | -- | ------ |
| 1.   | Ricardo Muñoz      | 1  | 1 | 1 | 1   | 4  |    | 128    |
| 2.   | Fernando Capdevila |    | 3 | 2 | Ret | 1  | 3  | 105    |
| 3.   | Josep María Servià | 4  | 2 |   | Ret | 3  | 10 | 71     |
| 4.   | Guillermo Barreras |    | 5 |   |     | 2  | 2  | 70     |
| 5.   | «Merollo»          | 9  | 6 |   | 5   |    |    | 47     |
| 6.   | Isidro Oliveras    | 2  | 4 |   | Ret |    |    | 46     |
| 7.   | Salvador Vigas     | 13 | 7 |   | 10  | 9  | 8  | 54     |
| 8.   | Xavier Juvanteny   |    |   |   | 4   | 7  |    | 39     |
| 9.   | José Bernardo Pino | 10 |   |   |     | 10 | 4  | 36     |
| 10.  | Xavier Pujols      |    |   |   |     | 5  | 6  | 31     |

### Campeonato de copilotos
| Pos. | Copiloto               | Puntos |
| ---- | ---------------------- | ------ |
| 1.   | José Luis López Orozco | 128    |
| 2.   | Margarita Cortecero    | 102    |
| 3.   | Ramón Corominas        | 71     |